# Julius van den Berg
Julius van den Berg (Purmerend, 23 de outubro de 1996) é um ciclista profissional neerlandês que atualmente corre para a equipa EF Pro Cycling.

## Palmarés
- 2018
  - 1 etapa do Volta à Normandia[2]
  - 1 etapa do Tour de Bretanha[3]
  - Volta a Holanda Setentrional
  - Midden Brabant-Poort Omloop

- 2021

- - 1 etapa da Volta à Polónia